# Когнитивна поведенческа терапия
Когнитивна поведенческа терапия, по-рядко когнитивна бихейвиористична терапия, и понякога когнитивно-поведенческа терапия, е психотерапевтичен подход, насочен към решаването на проблеми, свързани с дисфункционални емоции, поведения и възприятия чрез целево-ориентирана и систематична процедура. Наименованието е използвано, за да се обозначат разнообразни практики като бихейвиористичната терапия, когнитивната терапия и да се отнесе към терапията, базирана на комбинацията от бихейвиористични и когнитивни изследвания.
Методът се основава на теорията, че поведението и емоциите отчасти се причиняват от когнитивни процеси, които човек може да се научи да променя. Когнитивната поведенческа терапия използва принципите на модификацията на поведението за установяване на протичащите в пациента познавателни процеси и за идентифициране на тези от тях, които могат да причинят проблеми. За намаляване на нежелателните когниции за предлагане на нови познания и начини на мислене относно проблема и за тяхното укрепване се използват поведенчески техники. Към тях спадат:
1. Регистриране на желателните и нежелателни познания и отбелязване на условията, при които те се появяват.
2. Моделиране на нови познания.
3. Използване на въображението за онагледяване на начина, по който новите познания могат да се свържат с желано поведение и емоционално благосъстояние.
4. Практическо прилагане на новите познания в действителността, така че да станат обичаен начин на мислене на пациента.

## История
Когнитивната поведенческа терапия произлиза от модификацията на поведението и поведенческата терапия. Тази терапия през 60-те години се опитва да обясни и третира емоционални и поведенчески разстройства, използвайки същите закони на оперантното и респондентното обуславяне, които успешно са били прилагани при по-нисши организми, деца и умствено изостанали хора. При работата с хора обаче изследователите установяват, че дори и мощни външни манипулации често пъти не успяват да предизвикат трайни промени в поведението.